# Szymon Pawłowski
Szymon Jerzy Pawłowski (Sanok; 5 de Dezembro de 1978 — ) é um político da Polónia. Ele foi eleito para a Sejm em 25 de Setembro de 2005 com 7984 votos em 20 no distrito de Warsaw, candidato pelas listas do partido Liga Polskich Rodzin.